# Les Cléry
Ancienne commune de la Meuse, la commune de Les Cléry a existé de 1973 à 1983. Elle a été créée en 1973 par la fusion des communes de Cléry-le-Grand et de Cléry-le-Petit. En 1983 elle a été supprimée et les deux communes constituantes ont été rétablies.